# دموگورگون

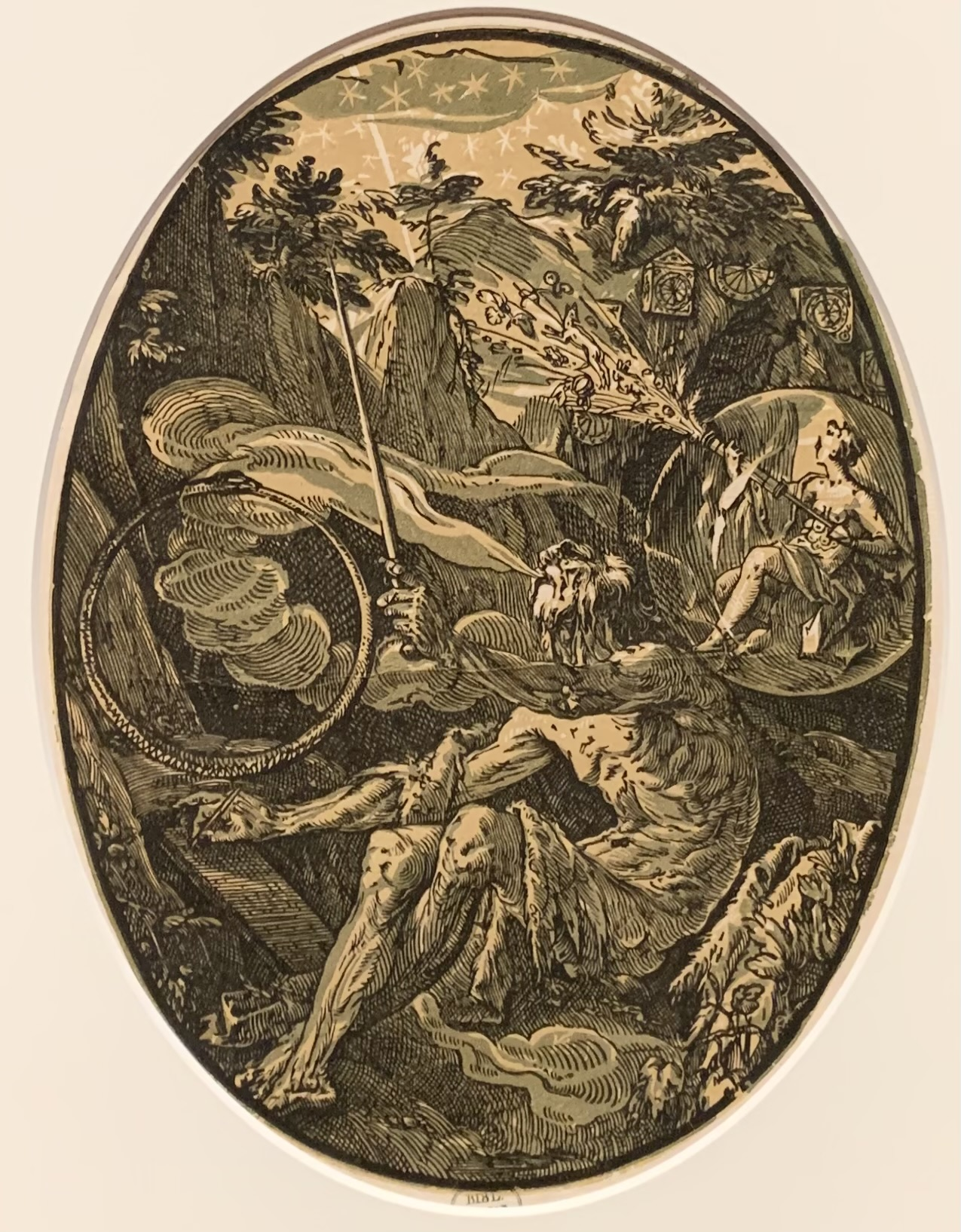
حکاکی روی چوب دموگورگون اواخر قرن شانزدهم توسط هندریک خولتسیوس

دموگورگون (انگلیسی: Demogorgon) یک خدا یا دمون است که با دنیای مردگان مرتبط است. اگرچه این نام اغلب به اساطیر یونانی نسبت داده می‌شود، اما احتمالاً از برداشت نادرست یک نسخه‌نویس ناشناس از تفسیر یک محقق قرن چهارم، لاکتانتیوس پلاسیدوس، ناشی شده است. این مفهوم را می‌توان در اصطلاح نادرست خوانده‌شده دمیورگ ردیابی کرد.

## نام‌شناسی
منشأ نام دموگورگون کاملاً روشن نیست. در حال حاضر رایج‌ترین دیدگاه علمی، آن را برداشت نادرست از واژه یونانی δημιουργόν (dēmiourgón، حالت مفعولی δημιουργός، «دمیورگ»)، و بر اساس تغییراتی در قدیمی‌ترین نسخه‌های شناخته‌شده دست‌نویس، و ارجاع صریح در لاکتانتیوس پلاسیدوس (یانکه ۱۸۹۸, سویینی ۱۹۹۷، سولومون۲۰۱۲) می‌داند. بوکاچو، در تبارنامه خدایان غیریهودی، از اثری از تئودونتیوس که اکنون گم شده است و منبع بیزانسی آن «پروناپیدس آتنی» است، به عنوان مرجعی برای این ایده استناد می‌کند که دموگورگون پیشینه همه خدایان است. مورخ هنر ژان سزنک نیز نتیجه می‌گیرد که «دموگرگون یک خطای دستوری است، برای خدا بودن.»

## تاریخچه
دموگورگون برای اولین بار در تفسیر ثباید اثر استاتیوس ذکر شده است که در نسخه‌های خطی به لاکتانتیوس پلاسیدوس (حدود ۳۵۰–۴۰۰ پس از میلاد) نسبت داده می‌شود. تفسیر لاکتانتیوس پلاسیدوس رایج‌ترین تفسیر قرون وسطایی بر شعر استاتیوس شد و در اکثر نسخه‌های اولیه تا سال ۱۶۰۰ نقل شده است این تفسیر به اشتباه به لاکتانتیوس دیگری که نویسنده مسیحی لوسیوس کالیوس فیرمیانوس لاکتانتیوس است، نسبت داده شده است، حتی به نظر می‌رسد مفسر آن میترایی بوده است.
نام دموگورگون در بحثی از ثباید معرفی شده است که از «وجود برتر جهان سه‌گانه» (triplicis mundi summum) یاد می‌کند. نویسنده در یک نسخه خطی دربارهٔ این‌که استاتیوس می‌گوید که دموگورگون خدای برتر است و دانستن نام او مجاز نیست سخن به میان آورده: «او از دموگورگون، خدای برتر صحبت می‌کند که نامش را نمی‌توان دانست»، یا شاید «او از آن صحبت می‌کند. یک خدا، برترین دموگورگون». قبل از لاکتانتیوس، هیچ نویسنده بت‌پرست یا مسیحی، هیچ اشاره‌ای به دموگورگون فرضی نکرده است. با این حال، همان‌طور که در بالا ذکر شد، چندین نسخه خطی مختلف وجود دارد، از جمله یکی که «دمیورگون» را آورده‌اند، که توسط اکثر ویراستاران منتقد برای نشان دادن نوعی از ساخت نادرست از یونانی dēmiourgon استفاده شده است. بدین ترتیب یانکه متن را بازیابی کرده تا بخواند «او از دمیورگ صحبت می‌کند که نامش را مجاز نمی‌دانند». با این حال، این کلمه خیالی در یکی از روایات خطی در میان دانشمندان بعدی رواج یافت.
در اوایل قرون وسطی، دموگورگون در مجموعه‌ای از یادداشت‌های کوتاه به فارسالیا اثر لوکان ذکر شده است.
در تعداد کمی از متون رنسانس دموگورگون به‌عنوان الف ذکر شده است که خدای «اولیه» بوده است.

## در ادبیات
دموگورگون توسط نویسندگان مسیحی به‌عنوان شیطان جهنم شناخته شد:
 ارکوس و هادس و نام مخوف

دموگورگون— جان میلتون، بهشت گم‌شده II. ۹۶۶.
توجه داشته باشید که میلتون به ساکنان جهنم اشاره نمی‌کند، بلکه به یک منطقه غیر شکل گرفته که در آن هرج و مرج با شب حکومت می‌کند اشاره دارد. در شعر حماسی میلتون، شیطان از این منطقه عبور می‌کند و از جهنم به زمین سفر می‌کند.
نام دموگورگون پیش از این توسط فاوست در صحنه سوم از دکتر فاستوس کریستوفر مارلو (۱۵۹۰) زمانی که دکتر همنام مفیستوفلس را با افسون لاتین احضار کرد، به کار برد.
یوهان وایر، شیطان‌شناس هلندی قرن شانزدهم، دموگورگون را ارباب سرنوشت در سلسله مراتب جهنم توصیف کرد.
طبق کار آریوستو پنج آهنگ دموگورگون یک کاخ معبد باشکوه در کوه‌های ایماوو (هیمالایای امروزی) دارد که در آن هر پنج سال یک بار مویرای و جنیوس همه برای حضور در مقابل او احضار می‌شوند و گزارش اعمال خود را ارائه می‌دهند. آن‌ها با وسایل حمل‌ونقل عجیب و غریب مختلف در هوا سفر می‌کنند و تمایز قائل شدن بین مراسم‌شان و بزم جادوان کار آسانی نیست. هنگامی که عناصر شعر آریوستو، لیبرتو فیلیپ کوینول را برای اپرای رولان ژان-باپتیست لولی، که در ورسای، ۸ ژانویه ۱۶۸۵ اجرا شد، ارائه کرد، دموگورگون پادشاه پریان و استاد تشریفات بود.

دموگورگون همچنین در کتاب دوم منظومه حماسی ال برناردو که در مکزیک توسط برناردو د بالبوئنا نوشته شده و در سال ۱۶۲۴ در اسپانیا منتشر شده است، ذکر شده است. این قسمت می‌گوید که چگونه پری، آلسینا در کاخ جهنمی خود دموگورگون را ملاقات می‌کند:
این‌جا دموگورگون نشسته است
روی نیمکت مرگبارش، و حکمش
از علل عالی نگهداری می‌شود
با دستوری خدشه‌ناپذیر و آسمانی.
سرنوشت‌ها و ریسمان‌های ظریف آن
دنیا تابع یک دوک اوست،
مرگی زشت و زندگی زلال
و دریاچه سیاه فراموشی

- (کتاب دوم، بیت ۱۹)
دمگورگون در کتاب ملکه پریان ادموند اسپنسر نیز ذکر شده است:
یک مرد بد و جسور، که جرأت داشت به اسم صدایش کند
گورگون بزرگ، شاهزاده تاریکی و شب مرده،
که در آن کوکیوتوس می‌لرزد و استیکس به پرواز درمی‌آید.

- (کانتو اول، بیت ۳۷)
و
پایین در اعماق پرتگاه
جایی که دموگورگون در تاریکی کسل‌کننده فرورفته است،
دور از نظر خدایان و بهشت‌ها،
هرج و مرج وحشتناکی را نگه می‌دارد، که مسکن وحشتناک آن‌ها است.

- (کتاب چهارم، کانتو دوم، بیت ۴۷)
دموگورگون شخصیت اصلی داستان کوتاه ولتر در سال ۱۷۵۶ با نام رؤیای افلاطون است. او یک «ابر موجود کوچک» است که مسئول ایجاد سیاره زمین بوده است.
او همچنین قهرمان یک اپرای از وینچنزو ریگینی (۱۷۸۶) با لیبرتوی لرنزو دا پونته است که در اصل برای موتزارت نوشته شده بود.

## در فرهنگ عامه
در بازی نقش آفرینی فانتزی سیاه‌چال‌ها و اژدهایان، دموگورگان یک شاهزاده شیطانی قدرتمند است. او به‌عنوان شاهزاده شیاطین شناخته می‌شود، عنوانی که خود را معرفی می‌کند، اما فانی‌ها و حتی شیاطین همکارش به‌دلیل قدرت و نفوذش به آن اذعان دارند. دموگورگون همچنین توسط ویتور و همکارانش به عنوان "شخصیت نمادین D&D" نام‌گذاری شد. و یکی از بزرگ‌ترین شرورهای تاریخ D&D توسط آخرین شماره چاپی مجله دراگون است. او به‌صورت یک شیطان هرمافرودیت (نوعی دیو) با قد هجده فوتی، خزنده (یا دوزیست) با شکلی انسان‌نما (در هنر تنه او به‌صورتی میمون‌مانند به‌تصویر کشیده شده است). دو سر مندریل یا کفتار از گردن‌های دوقلوی مارمانند او بیرون می‌زند و بازوهایش به شاخک‌های بلند ختم می‌شود.
دموگورگان اولین بار در نسخه اصلی سیاه‌چال‌ها و اژدهایان در جادوگری الدریچ (۱۹۷۶) ظاهر شد و در هر نسخه بعدی این بازی ظاهر شد.